# Pagerngumbuk
Pagerngumbuk is een bestuurslaag in het regentschap Sidoarjo van de provincie Oost-Java, Indonesië. Pagerngumbuk telt 2678 inwoners (volkstelling 2010).